# K.W. Gullers
Karl Werner Edmund (K.W.) Gullers, född 5 september 1916 i Stockholm, död där 21 februari 1998, var en internationellt uppmärksammad svensk fotograf. K.W. Gullers var förebild till Stieg Trenters romanfigur Harry Friberg. Gullers fotoateljé startade 1938 under namnet Studio Gullers.

## Biografi

### Tidiga år
Han växte upp i centrala Stockholm som ett av fem syskon. I tolvårsåldern fick han sin första kamera, en Kodak Brownie lådkamera, som var en populär lådkamera vid denna tid. Tre år senare, 1932, började han arbeta hos en ledande fotofirma i Stockholm, där han också fick en grundlig fotografisk utbildning och praktik.
Han fotograferade också mycket på kvällarna och lärde sig att utnyttja det befintliga ljuset. Helt följdriktigt blev han en av grundarna till ”blixthatarnas förening” som vände sig mot pressfotografernas hårda direktblixtar. Arton år gammal fick han ett stipendium för en resa till England. Under resan väcktes hans intresse för bildjournalistik. 

### Fotograferande

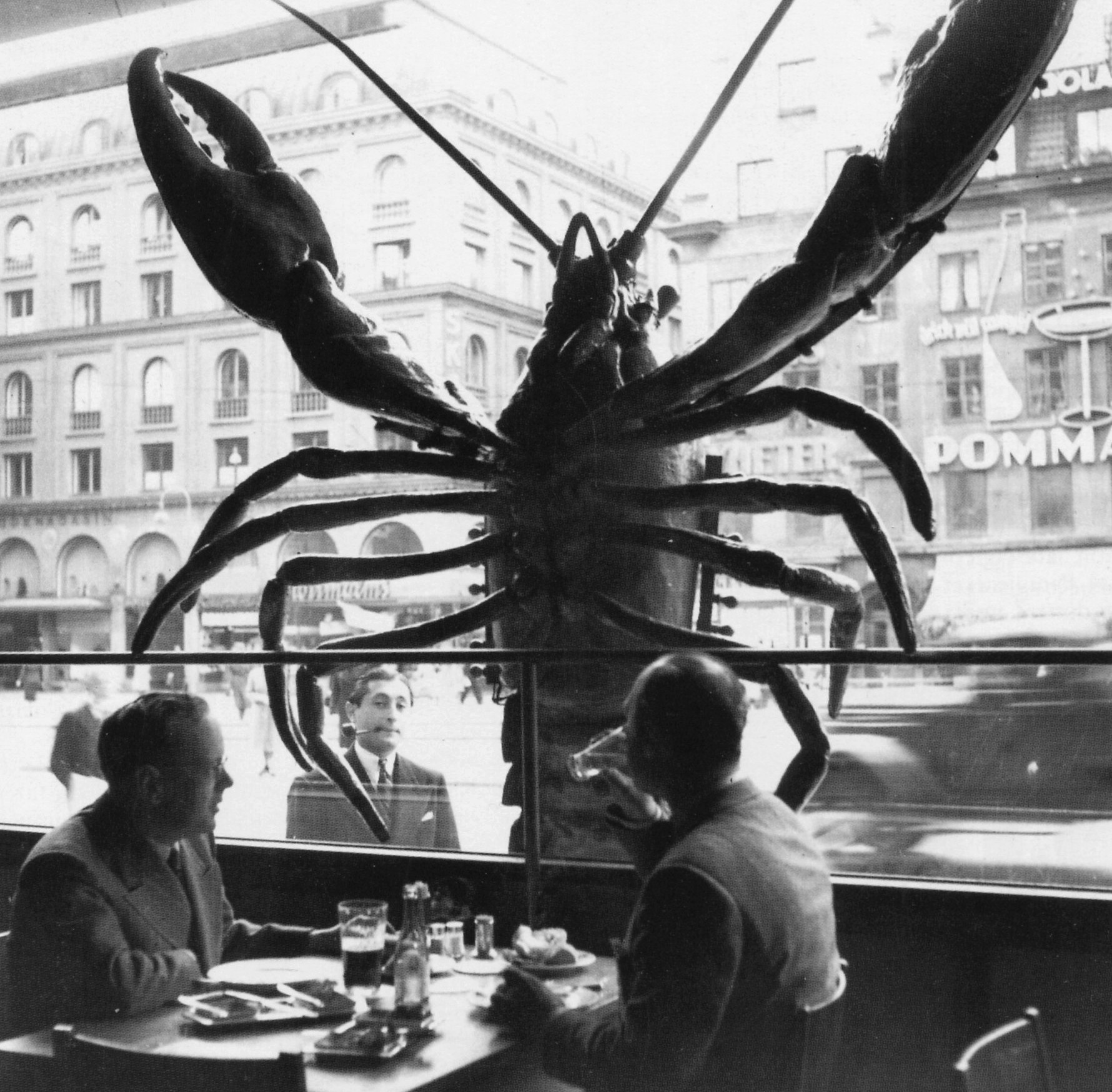
Kräftan utanför Sturehof, 1940.

Återkommen till Sverige började Gullers arbeta hos fotografen Jan de Meyere. Ateljén låg på Kungsgatan 19, den gata där Gullers sedan under cirka tjugo år skulle ha sin studio. Tre somrar arbetade han också som flygfotograf hos Aeromateriel AB. Hans flygbilder kom så småningom att leda till boken Sverige från luften.
År 1938 startade Gullers sin egen firma, Studio Gullers. Studio Gullers bestod sedan förutom av K.W. själv också av många andra fotografer, framför allt sonen Peter Gullers samt Bo Trenter, Georg Sessler och Björn Enström. Den 1 september 1939 blev Gullers inkallad till F1 i Västerås. Här lärde han känna författaren Stieg Trenter och de förblev goda vänner fram till Trenters död 1967. K.W. Gullers blev också förebilden för den kände Harry Friberg i Stieg Trenters romaner. I boken Djurgårdens IF 100 år skrev Gullers själv om att de två vännerna ofta utspelade små interna matcher mellan varandra, då Gullers höll på Djurgårdens IF och Trenter på AIK. När det vankades riktiga matcher föreningarna emellan skulle den, vars lag förlorade, bjuda segraren på Den Gyldene Freden i Gamla stan efter matchen. 
Gullers hade 1942 sin första utställning, A Bit of Sweden, i London. Bilderna var framför allt från den svenska beredskapstiden, men också från den svenska industrin. Åren 1938–1946 medverkade K.W. Gullers i en rad svenska och utländska tidskrifter. Han skrev också själv. År 1953 blev Gullers ordförande i Svenska Fotografers Förbund (SFF). Under hans fyra år som ordförande drev han tillsammans med bland andra Kerstin Bernhard och Karl Sandels aktivt rätts-, utbildnings- och prisfrågor. Han efterträddes av Curt Götlin. Gullers var även aktiv i bland annat Nordiska fotografförbundet.
Gullers var den förste fotograf vars bilder ställdes ut på galleriet De Unga i Stockholm.  Det var första gången som en svensk bildjournalist hade en separatutställning i Sverige. Då hade han redan haft utställningar i bland annat London, New York och Chicago. 1963 firade Studio Gullers sitt tjugofemårsjubileum med en stor utställning på Tekniska museet och boken Made in Sweden. 1990 köpte Nordiska museet K.W. Gullers bildsamling från åren 1938–1978. Samlingen består av ca en halv miljon bilder. Dessutom finns negativliggare, ett exemplar av förstaupplagorna på sextiotvå boktitlar, pressklipp och två kameror.

### Förlagsverksamhet
Gullers grundade sitt eget Gullers förlag, som under hans ledning gav ut mer än 80 fotoböcker.

## Arbeten i urval

### Porträtt

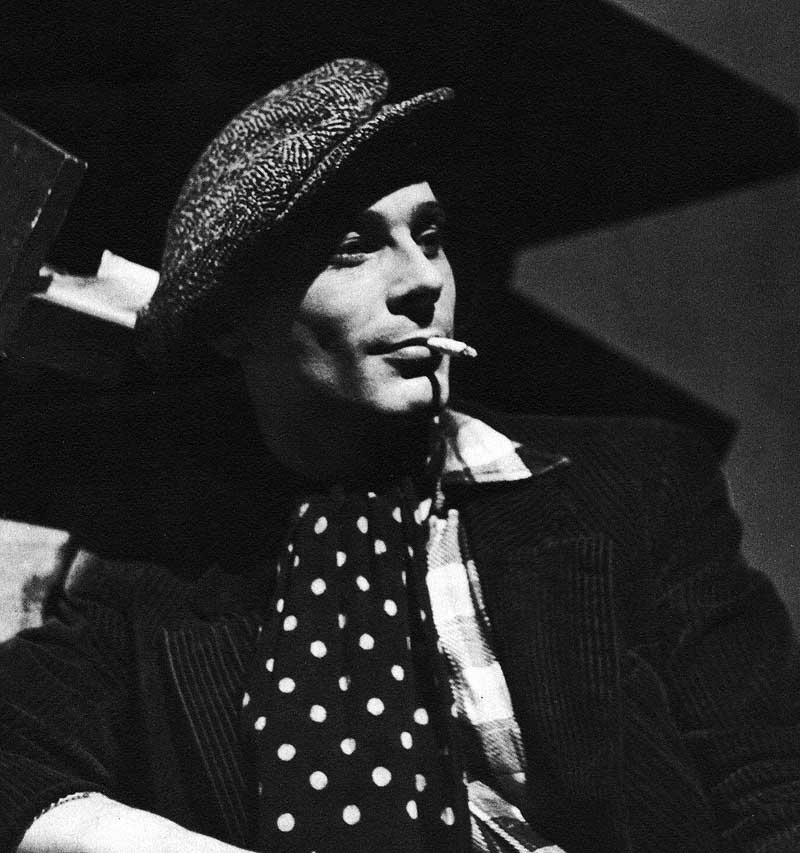
Nils Kihlberg, 1950.
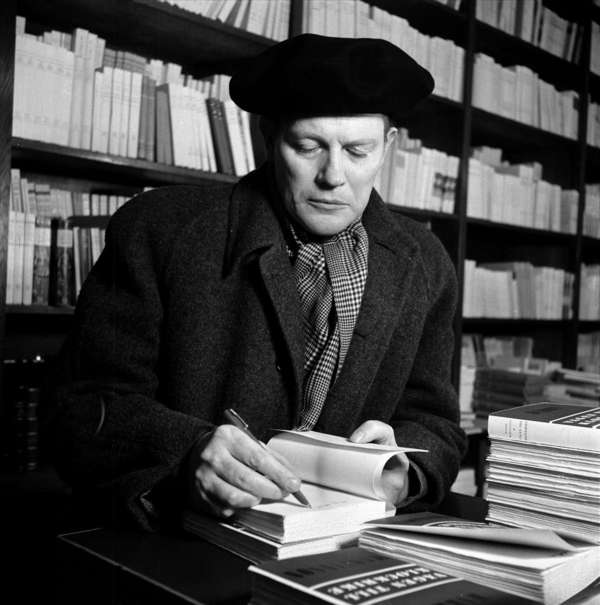
Harry Martinson, 1948.
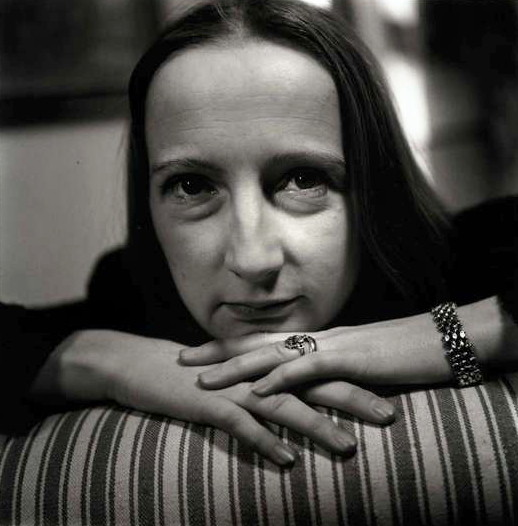
Birgit Cullberg, 1943.
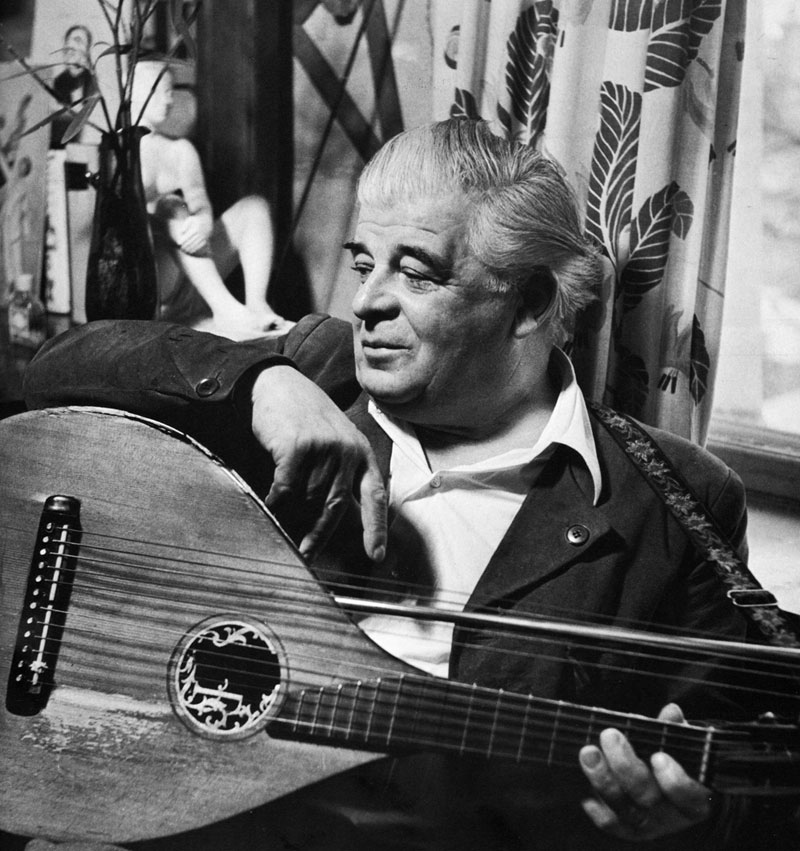
Evert Taube, 1953.

### Andra motiv

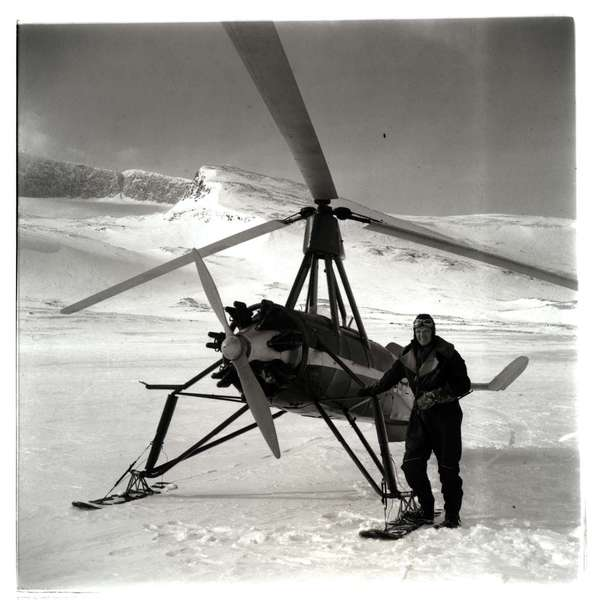
Rolf von Bahr med sin autogiro SE-AEA i Jämtlandsfjällen, 1939.
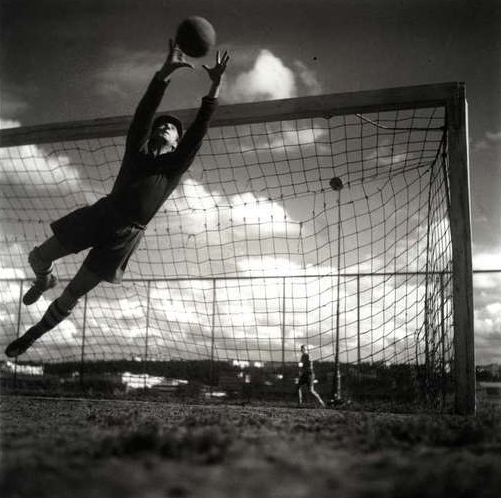
Sven Bergqvist, 1943.
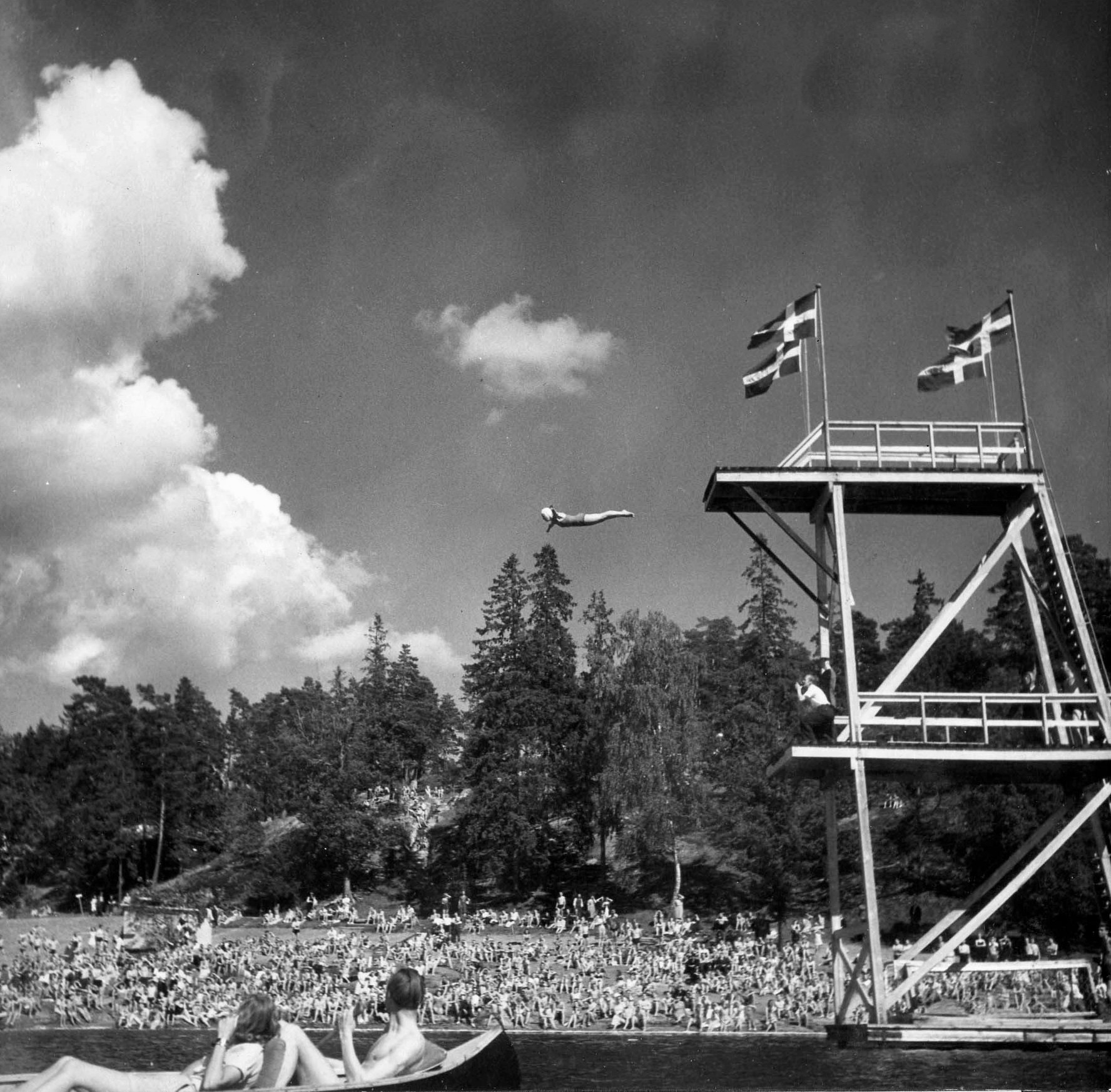
Flatenbadet, 1943.
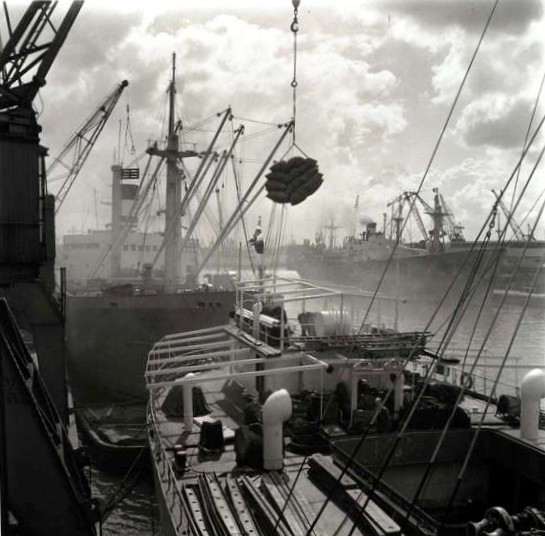
Göteborgs hamn, 1947.
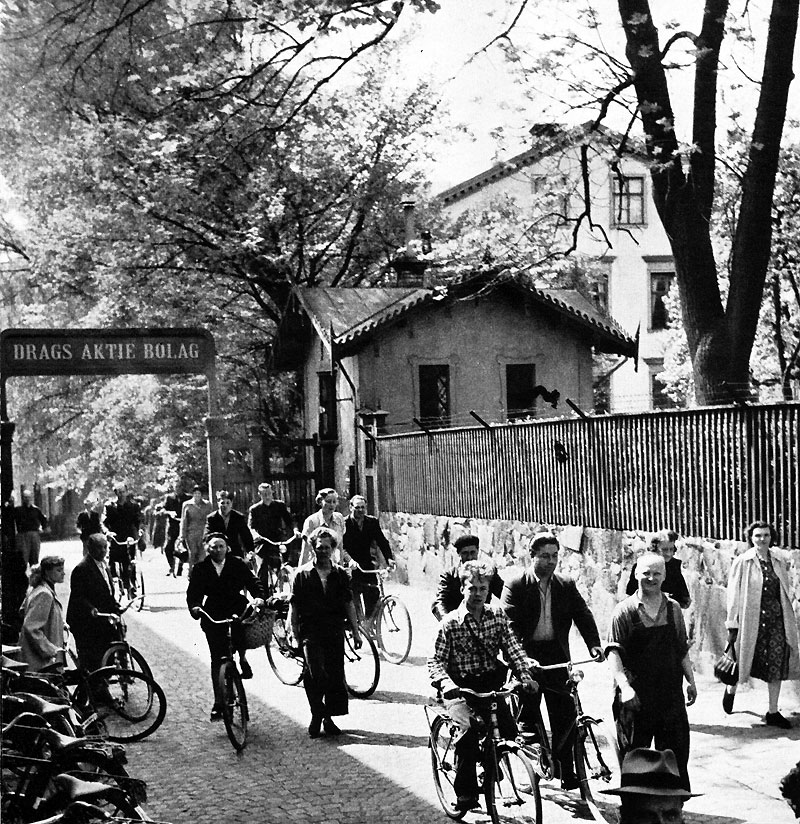
Drags Aktie Bolag i Norrköping, 1953.